# Miroslav Prošek
Miroslav Prošek (14. srpna 1929 Praha – 25. března 1988 Litoměřice) byl český malíř, grafik a pedagog.
Jako teoretik barvy je autorem v české literatuře nejkomplexnějšího pojednání o barvě ve středověkém malířství (Barva v malířství).

## Životopis
Po maturitě na Státní grafické škole v Praze (1942–1946) studoval na Vysoké škole uměleckoprůmyslové v Praze (1947–1953) v atelieru Aloise Fišárka. V rámci studia se vzdělával na Akademii výtvarných umění v bulharské Sofii v ateliéru Panajota Panajotova (1951–1952). Od roku 1958 učil výtvarnou výchovu na Střední pedagogické škole v Litoměřicích a od roku 1963 do roku 1988 působil jako odborný asistent na katedře výtvarné výchovy Pedagogické fakulty v Ústí nad Labem. K jeho žákům patřil například Jan Dinga (*1952).
V rámci své pedagogické praxe vydal tři díly učebního textu – Barva v malířství:
- Barevný projev středověku – Byzanc (1983)[6],

- Západoevropský středověk (1985)[7],

- Barevný projev západoevropské renesance a manýrismu (1987).[2]

Jeho tvorba malířská, grafická i kresebná zůstávala laické i odborné veřejnosti většinou neznámá. Svým výtvarným projevem se přibližoval k abstraktním formám malby, k lyrismu.  Během normalizace svoje práce neprodával, příležitostně daroval přátelům jako poděkování.
U příležitosti výstavy v Levíně roku 2023 byla vydána publikace Barvy našich životů se vzpomínkovými texty Proškových kolegů a žáků. 

### Autorské výstavy
- 1970 Obrazy z let 1966–1970, Severočeská galerie výtvarného umění v Litoměřicích
- 1972 Akvarely na verše Saint-John Perse z knihy Majáky, Divadlo hudby, Ústí nad Labem
- 1977 Máchovské motivy v kresbách a pastelech, Severočeská galerie výtvarného umění v Litoměřicích
- 1987 Obrazy, Výstavní síň výtvarného umění, Most
- 1990 Máchovské motivy v kresbách a pastelech, Výstavní síň Emila Filly, Ústí nad Labem
- 1990 Výběr z díla, Severočeská galerie výtvarného umění v Litoměřicích
- 2001 Galerie Ve dvoře, Litoměřice
- 2004 Svědectví – dílo – odkaz, Galerie Ve dvoře, Litoměřice
- 2021 Návraty, Galerie Art Praha, Praha
- 2022 Prošek–Dinga, zámek, Kladno
- 2022 Prošek–Dinga, Souznění, Galerie Jiřího Trnky, Plzeň
- 2022 Setkání, Galerie Špejchar, Chomutov[11]
- 2022 Obrazy, Výstavní síň Antonína Navrátila, Praha
- 2022–2023 Obrazy, Klicperovo divadlo, Hradec Králové
- 2023 Velká pocta panu Proškovi, Galerie VZADU, Levín[12]
- 2025 Barvy života, Dusíkovo divadlo, Čáslav[13]

V letech 1990–2009 pořádala každoročně Katedra výtvarné kultury Univerzity Jana Evangelisty Purkyně Memoriál pana Proška. Výstava prezentovala výtvarné práce studentů, pedagogů, absolventů i hostů.